# Maikel Renfurm
Maikel Renfurm (Paramaribo, 8 juli 1976) is een Nederlands voormalig voetballer en huidig voetbalcoach van Surinaamse komaf. Hij speelde als aanvaller.
Als jeugdspeler kwam hij uit voor amateurclub Dynamo'67. Renfurm maakte in het seizoen 1994/95 zijn debuut bij Sparta. Na 89 wedstrijden en 13 doelpunten tekende hij in 1998 voor twee jaar bij N.E.C. Na 50 wedstrijden en 15 doelpunten vertrok in 2000 naar KR Reykjavík waar hij, met een aandeel van 7 wedstrijden en 1 doelpunt, landskampioen werd. Hij ging naar Preston North End vanwaar hij snel weer vertrok naar Saint Mirren (Schotland). Hier speelde hij 16 wedstrijden en scoorde 1 keer. In het seizoen 2001/02 speelde hij 8 wedstrijden voor LR Ahlen in de 2.Bundesliga. Na een kort verblijf in Denemarken bij Herfølge BK speelde hij in het seizoen 2003/04 nog 12 wedstrijden op amateurbasis bij Sparta maar tot een vervolg van zijn carrière kwam het niet. In totaal speelde hij 182 wedstrijden waarin hij 30 maal doel trof. 
Renfurm ging verder in het amateurvoetbal waar hij speelde bij hoofdklasser Kranenburg, later gefuseerd tot Haaglandia onder trainer John de Wolf. Na een opstootje na afloop van de uitwedstrijd tegen FC Hilversum in 2006 werd Haaglandia uit de competitie genomen en kregen spelers, onder wie Renfurm, zeer lange schorsingen. 
Hierna ging Renfurm spelen bij Voorschoten '97. Vanaf het seizoen 2009/2010 speelde Renfurm weer bij Haaglandia. Door twee doelpunten tegen Westlandia loodst hij Haaglandia naar de topklasse (2-1). In het seizoen 2010/2011 speelde hij bij Westlandia. In het seizoen 2011/12 was hij assistent-trainer bij Westlandia en trainer van het tweede elftal. Hij is inmiddels algemeen medewerker op een basisschool in zijn woonplaats Den Haag.
Renfurm kwam ook uit voor het Nederlands Beach Soccerteam.

## Erelijst
- Kampioen van IJsland: 2000
- Finalist KNVB beker: 2000